# Suite per a violoncel núm. 1 (Britten)
La Suite per a violoncel núm. 1 en sol major, op. 72, composta per Benjamin Britten el 1964, és la primera de les tres suites per a violoncel sol del compositor britànic.
Va ser compost en la tardor de 1964, quan Britten tornava d'un viatge a l'URSS. Va ser estrenat pel violoncel·lista Mstislav Rostropóvitx el 27 de juny de 1965 al Festival d'Aldeburgh, fundat per Britten l'any 1947.
L'estructura de l'obra és una mica particular, composta de sis seccions dividides en tres grups de dos moviments, cadascun precedit per una introducció canto:
- Canto primo: Sostenuto e largamente - 2'30"

1. Fuga: Andante moderato - 4'00"
2. Lamento: Lento rubato - 2'45"

- Canto secondo: Sostenuto - 1'00"

1. Serenata: Allegretto pizzicato - 2'30"
2. Marcia: Alla marcia moderato - 3'20"

- Canto terzo : Sostenuto - 2'10"

1. Bordone: Moderato quasi recitativo - 3'00"
2. Moto perpetuo e Canto quarto: Presto - 3'00"

## Origen i context
Durant l'era Khrusxov, Britten i Rostropóvitx van establir una amistat artística influent, fomentada per la introducció de Xostakóvitx. Britten, admirador de Xostakóvitx des de feia temps, va veure en la seva òpera Lady Macbeth de Mtsensk una influència per la creació de Peter Grimes. El 1960, Xostakóvitx havia convidat Britten a l’estrena britànica del seu Concert per a violoncel núm. 1 al Royal Festival Hall de Londres, amb Rostropóvitx com a solista. Després del concert, Xostakóvitx va presentar Britten a Rostropóvitx, iniciant una amistat significativa. L'admiració de Britten pel compositor rus, juntament amb la mestria i calidesa de Rostropóvitx, van motivar Britten a reprendre la composició de música instrumental, una pràctica que havia reduït des dels anys quaranta. Aquest vincle va marcar una nova etapa creativa per a Britten.
Britten va compondre la Primera Suite durant la tardor de 1964, inspirant-se en les interpretacions que Rostropóvitx feia de Bach. Aquestes obres adopten l’estil brisé, que crea l’efecte de contrapunt combinant línies melòdiques que es desenvolupen i es trenen abans que s’esvaeixin en l’oïda de l’oient.
La Primera Suite utilitza el recurs del ritornello, amb el Canto inicial reapareixent amb variacions al llarg de l'obra. Aquesta tècnica, a diferència de com ho feien Vivaldi o Bache, Britten l'expandeix més enllà d'un sol moviment com feien. Això reflecteix la preferència de Britten per estructures que emmarquen composicions completes i recorda moments simbòlics d'altres obres seves, com A Midsummer Night's Dream.